# レスリー・ジョーンズ
レスリー・ジョーンズ（Leslie Jones）は、アメリカ合衆国の編集技師である。

## 来歴
父は同じく編集技師のロバート・C・ジョーンズ、祖父もまた編集技師のハーモン・ジョーンズで、どちらもアカデミー編集賞のノミネート経験がある。彼女は父の映画のアシスタントとしてキャリアを始める。初めて編集クレジットされたメジャースタジオ作品は『ホワイトハウスの陰謀』で、ビリー・ウェバーと共同であった。
テレンス・マリック監督の『シン・レッド・ライン』により、アカデミー編集賞にノミネートされた。

## フィルモグラフィ
- Ballad of Tina Juarez (1992)
- Angel Fire (1992)
- Wild Bill: Hollywood Maverick (1996)
- ホワイトハウスの陰謀 Murder at 1600 (1997)
- シン・レッド・ライン The Thin Red Line (1998)
- ウーマン・オン・トップ Woman on Top (2000)
- CQ CQ (2001)
- パンチドランク・ラブ Punch-Drunk Love (2002)
- スタスキー&ハッチ Starsky & Hutch (2004)
- 恋愛ルーキーズ School for Scoundrels (2006)
- ダレン・シャン The Vampire's Assistant (2009)
- ミート・ザ・ペアレンツ3 Little Fockers (2010)
- ザ・ワーズ 盗まれた人生 The Words (2012)
- ザ・マスター The Master (2012)
- テレーズ 情欲に溺れて In Secret (2013)
- インヒアレント・ヴァイス Inherent Vice (2014)
- ハリウッド・スキャンダル Rules Don't Apply (2016)
- ピアノ・レッスン The Piano Lesson (2024)